# Scabricola fusca
Scabricola (Swainsonia) fusca, tên tiếng Anh: dusky mitre, là một loài ốc biển, là động vật thân mềm chân bụng sống ở biển trong họ Mitridae, họ ốc méo miệng.

## Miêu tả
Loài này có kích thước giữa 14 mm and 30 mm

## Phân bố
Chúng phân bố ở Biển Đỏ, ở Ấn Độ Dương dọc theo Mauritius và vùng bể Mascarene và ở Đại Tây Dương dọc theo Angola.